# Kamen, Sliven
Kamen (în bulgară Камен) este un sat în comuna Sliven, regiunea Sliven,  Bulgaria. 

## Demografie
Componența etnică a satului Kamen
     Bulgari (28,66%)
     Romi (18,11%)
     Nicio identificare (53,21%)
     Altele (0,68%)
La recensământul din 2011, populația satului Kamen era de 1.308 locuitori. Nu există o etnie majoritară, locuitorii fiind bulgari (28,66%) și romi (18,11%). Pentru 53,21% din locuitori nu este cunoscută apartenența etnică.